# Sphinx achotla
Sphinx achotla är en fjärilsart som beskrevs av Josef Mooser 1944. Sphinx achotla ingår i släktet Sphinx och familjen svärmare. Inga underarter finns listade i Catalogue of Life.